# Huntsville, Tennessee
Huntsville är administrativ huvudort i Scott County i Tennessee. Huntsville hade 1 248 invånare enligt 2010 års folkräkning.

## Kända personer från Huntsville
- Howard Baker, politiker